# シェフィールド (駆逐艦)
シェフィールド (英語: HMS Sheffield，D80) はイギリス海軍の42型駆逐艦のネームシップ。1970年1月15日起工。1971年6月10日進水。1975年6月26日就役。フォークランド紛争で戦没。

## フォークランド紛争

### 派遣
1982年4月2日、NATOの演習「SPRINGTRAIN」に参加していた「シェフィールド」は、風雲急を告げていたフォークランドへの派遣部隊として抽出されることとなった。4月3日2時30分、第1艦隊司令官ウッドワード少将座乗の「グラモーガン」を含む他の7隻の艦艇および補給艦「タイドスプリング」とともにフォークランドに向かった。4月14日にアセンション島を出発し、4月15日からはフォークランド北方での哨戒活動にあたったのち、4月25日に本隊に合流して、以後は防空艦およびレーダーピケット艦の任務についた。

### 攻撃までの推移
5月4日、空母機動部隊はフォークランド諸島の南東40海里から50海里にあって、「シェフィールド」を含む3隻の42型駆逐艦は主隊の西18海里で防空任務にあたっていた。「グラスゴー」を主軸上として、「コヴェントリー」が右に、「シェフィールド」が左に占位していた。なお、当時の海上模様は平穏、天候は曇り、視程は約1.5kmであった。
1115Z時（0815L時）、アルゼンチン軍のP-2哨戒機が1隻の駆逐艦のレーダー波を逆探知し、「ハーミーズ」がフォークランド諸島の東方にいると考えられたことから、30分以内にエグゾセAM39空対艦ミサイルを1発ずつ搭載したシュペルエタンダール攻撃機2機がリオ・グランデ基地を発進した。1400Z時、この編隊は3隻の42型駆逐艦を発見した。
1356Z時、「グラスゴー」の電波探知装置は、シュペルエタンダールの機上レーダによる掃引3回を探知し、ただちに短波（HF）および超短波（UHF）通信によって僚艦に急報した。ただしこのとき、「シェフィールド」のHF装置には要員が配されておらず、一方UHF装置はメッセージ全てを受信することができなかった。また、当時英海軍が採用していたSCOT衛星通信装置は、電波探知装置による探知を阻害する危険があったことから、「グラスゴー」艦長はSCOTの日中の使用を禁止していた。これに対し、「シェフィールド」は「グラスゴー」による最初の探知の前からSCOTによる通信を行っており、このために電波探知装置からの警報を受けることができなかった。1358Z時、「グラスゴー」は目標を再探知して、敵味方不明機2つ、南西方向、25マイルと報告した。1400Z時直後、同艦では対空戦闘配置が下令され、チャフが発射された。このためにシュペルエタンダールは右に逸れて、「シェフィールド」を捕捉することになった。
当時、「シェフィールド」は哨戒第2配備の態勢であった。シュペルエタンダール（エグゾセ搭載可能）とミラージュIII（エグゾセ搭載不能、通常爆弾のみ）の機上レーダの信号パターンはよく似ており、実際、これまでに何回も取り違えによる誤警報があったことから、「シェフィールド」や「インヴィンシブル」の対空戦調整室では、今回もミラージュIIIであろうと判断していた。このためもあり、「シェフィールド」では対空戦担当幹部のみならず、その班8名のうち3名が部屋を出ていた。「グラスゴー」からの通報によって作戦室の警戒レベルは上がっていたが、対空戦担当幹部が部屋に戻ったとき、既に適切な行動をとる猶予は残されていなかった。SCOT衛星通信装置の送信中止処理には時間がかかり、まだ送信動作は続いていた。命中の15秒前、艦橋の当直士官が2つの煙を視認したが、最後までエグゾセAM39ミサイルの飛来は理解されず、ソフトキル・ハードキルのいずれも試みられることはなかった。
シュペルエタンダールは計2発のエグゾセAM39ミサイルを発射したが、うち1発は海面に突入した。残り1発のミサイルは順調に飛行を続け、1403Z時（1103L時）、「シェフィールド」に命中した。シュペルエタンダールは命中を確認して旋回し、無事帰投したとされているが、実際にはミサイルの命中は確認できず、戦果確認（BDA）はイギリス側報道によって行ったともされている。

### 被弾後
エグゾセAM39は、「シェフィールド」の艦橋後方右舷の水線上約1.8メートルの位置に命中、入射角60度で艦内に突入した。弾頭は爆発することなく、右舷通路、調理室、前部補機室を経て、前部機械室に達したが、固体燃料ロケットは燃焼を続けており、機械室内の潤滑油や燃料にも引火して、大火災を生じた。
本艦では発電機・消火ポンプは前後区画に配置されていることから、今回の例のように前部機械室・補機室が機能喪失した場合でも、後部の機械室・補機室によって艦の機能は最低限維持できる見込みであった。しかしアルミ合金製の通風トランクや仕切弁が溶解してしまい、電纜を介した延焼もあって火災は他区画へ拡大し、後部機械室・後部補機室の機能も順次に失われた。電纜類の被覆などの燃焼によって有毒ガスが発生し、また被弾後約30分で電源が失われたこともあって、消火活動は大きく阻害された。4基の消防ポンプはすべて機械室に配置されており、命中した時点で作動していた2基は衝撃によって停止した。このうち1基は再起動に成功したが、もう1基は再起動できず、また再起動できた1基もまもなく機能を喪失した。残る2基のうち1基は最初から故障状態、もう1基も始動できなかった。これにより、消防主管の圧力は失われてしまった。代替になるかもしれなかったローヴァー製の可搬式ガスタービンポンプは性能的に全く不十分であった。このため、バケツにロープをつけて海水を汲み上げて消火用水として使ったという逸話もある。また、艦橋付近の被弾によって通信線が断絶し、指揮機能が低下したことも初期消火活動に悪影響であった可能性が指摘されている。
被弾から約5時間後にフリゲート「アロー」が、ついで「ヤーマス」が救援に到着し、外部からの注水も行われた。しかし艦体は鋼製であったものの隔壁はアルミ合金製であり、また木製家具類の焼失もあって、火災範囲は最終的に艦内の約2/3に達した。艦自身の消火活動はほとんど遂行不能となり、前部のシーダート弾薬庫に誘爆の恐れが生じたことから、2100Z時（1800L時）、総員退去が下令された。最終的に、乗員260名中、死者・行方不明者20名、負傷者24名であった。
火災は2日間続いたのち鎮火したが、アセンション島への曳航途上で荒天に遭遇、破孔からの浸水が拡大し、5月10日0700Z時ごろ、南緯53度04分、西経56度56分で沈没した。